# Olympiastützpunkt Rheinland

Der Olympiastützpunkt NRW/Rheinland im Landessportbund NRW ist eine sportartübergreifende Betreuungs- und Serviceeinrichtung des Spitzensports für Bundeskaderathleten, herausragende Landeskader sowie deren Trainern. Er ist als eingetragener Verein organisiert.

## Geschichte
Der Olympiastützpunkt wurde 1987 zunächst in der Trägerschaft der Gesellschaft für Präventivmedizin und sportmedizinische Forschung und Weiterbildung gegründet, bevor er am 22. Januar 1990 als Olympiastützpunkt Köln-Bonn-Leverkusen und damit als eigenständiger Verein eingetragen wurde.
Die Verbindung von Forschung und starken Vereinen war die Grundlage für die Arbeit des Olympiastützpunkts Rheinland. Die Forschungsarbeit des Instituts für Kreislaufforschung an der Deutschen Sporthochschule Köln und der persönliche Einsatz seines Leiters, Wildor Hollmann, wurde über den Olympiastützpunkt Rheinland optimal in den Trainingsprozess der starken Vereine, z. B. TSV Bayer 04 Leverkusen, TSV Bayer Dormagen und SSF Bonn, eingebunden.
Im Laufe der Jahre haben sich auf der einen Seite die Betreuungsfelder immer stärker ausgebaut, auf der anderen Seite wurde das Ursprungsmodell für immer mehr Vereine und Sportarten interessant. Insofern folgte die Umbenennung in Olympiastützpunkt Rheinland im Jahr 2007 den Anforderungen des aktuellen Betreuungsgebietes.
Zu Jahresbeginn 2019 ging der Olympiastützpunkt Rheinland, wie auch der Olympiastützpunkt Westfalen und der Olympiastützpunkt Rhein-Ruhr, im Zuge der Leistungssportreform in die Trägerschaft des Landessportbundes Nordrhein-Westfalen über und heißt seitdem Olympiastützpunkt NRW/Rheinland.
Leiter des OSP NRW/Rheinland ist Daniel Müller.

## Gliederung und Struktur

### Standorte
Die Zentrale des Olympiastützpunkts NRW/Rheinland liegt am Guts-Muths-Weg 1 in Köln. Darüber hinaus werden die Standorte Bonn, Leverkusen, Bergisch Gladbach, Aachen, Neuss, Mönchengladbach, Swisttal, Bad Honnef, Hennef, Dormagen und Düsseldorf betreut.

### Sportarten und Schwerpunkte
Der OSP NRW/Rheinland betreut Kaderathleten in den Kategorien Olympiakader (OK), Perspektivkader (PK), Ergänzungskader (EK), Nachwuchskader 1 (NK1), Nachwuchskader 2 (NK2) und dem Landeskader (LK).
Insgesamt sind 34 olympische Sportarten über den Standort abgedeckt. Dazu zählen 3×3-Basketball, Baseball, Basketball, Bob, Boxen, Eishockey, Eiskunstlauf, Fechten, Fußball, Goalball, Golf, Handball, Hockey, Judo, Kanu-Rennsport, Karate, Leichtathletik, Moderner Fünfkampf, Radsport, Ringen, Rudern, Rugby, Schießen, Skateboard, Softball, Sportklettern, Surfen, Taekwondo, Tennis, Tischtennis, Turnen, Turnen/Trampolin, Volleyball und Wasserspringen.
Hinzu kommen noch 15 paralympische Disziplinen. Dazu zählen Blindenfußball, Goalball, Para Badminton, Para Bogensport, Para Dressursport, Para Eishockey, Para Leichtathletik, Para Radsport, Para Rudern, Para Schwimmen, Para Ski Nordisch, Para Tischtennis, Para Triathlon, Rollstuhlbasketball und Sitzvolleyball.
Außerdem betreut der OSP NRW/Rheinland auch elf Sportarten des Gehörlosensports. Dazu zählen Badminton, Basketball, Beachvolleyball, Bowling, Fußball, Futsal, Golf, Handball, Leichtathletik, Tennis und Volleyball.

### Aufgaben
Der OSP NRW/Rheinland bietet Spitzensportlern und deren Trainern, Vereinen und Verbänden eine persönliche Betreuung und Beratung. Im Focus stehen dabei die Bereiche Gesundheitsmanagement (Medizin, Physiotherapie, Rehabilitationstraining), Leistungsoptimierung (Physiologische, biomechanische und visuelle Leistungsdiagnostik, Ernährungsberatung, Sportpsychologie) sowie die Laufbahnberatung/Duale Karriereplanung.

### Eliteschulen des Sports
Der OSP NRW/Rheinland ist in die Betreuung der Sportinternate Bonn, Köln, Leverkusen und Knechtsteden bei Dormagen eingebunden. Die NRW-Sportschulen in Bonn, Köln, Leverkusen, Dormagen und Düsseldorf sind an den Olympiastützpunkt NRW/Rheinland angebunden. Von den NRW-Sportschulen sind das Tannenbusch-Gymnasium Bonn sowie das Landrat-Lucas-Gymnasium in Leverkusen gleichzeitig Eliteschulen des Sports.